# Thiepval
Thiepval är en kommun i departementet Somme i regionen Hauts-de-France i norra Frankrike. Kommunen ligger i kantonen Albert som tillhör arrondissementet Péronne. År 2022 hade Thiepval 127 invånare.
Thiepval är platsen för ett stort krigsmonument över brittiska och sydafrikanska soldater som dog här under första världskriget under slaget vid Somme och har ingen gravsten. På minnesstenen finns namnen på över 72 000 man som dog i Somme mellan juli 1916 och mars 1918.

## Geografi
Thiepval är beläget 7 kilometer norr om Albert vid korsningen av D73 och D151.

## Historia
Den ursprungliga byn förstördes under andra världskriget. Det nuvarande Thiepval är beläget på mark något sydväst om den ursprungliga byn.

## Befolkningsutveckling
Antalet invånare i kommunen Thiepval
| Referens: INSEE |